# Fluerne på væggen
Fluerne på væggen er en dansk spændingsfilm fra 2005, skrevet og instrueret af Åke Sandgren.

## Medvirkende
- Trine Dyrholm
- Lars Brygmann
- Kurt Ravn
- Henrik Prip
- Elsebeth Steentoft
- Ida Dwinger
- Tina Gylling Mortensen
- Finn Storgaard
- Lars Ranthe
- Jeppe Kaas
- Karina Skands
- Mads Knarreborg